# Adelpha milleri
Espèce
Adelpha milleri  est une espèce de papillons de la famille des Nymphalidae, sous famille des Limenitidinae et du genre Adelpha.

## Dénomination
Adelpha milleri a été décrit par Carlos Beutelspacher (d) en 1976.

## Nom vernaculaire
Adelpha milleri se nomme Miller’s Sister en anglais.

## Description
Adelpha milleri est un papillon aux ailes antérieures légèrement concaves et aux ailes postérieures discrètement festonnées. Le dessus est marron avec aux ailes antérieures une bande partielle orange formant un angle suivie d'une bande blanche jusqu'au bord interne, et aux ailes postérieures une bande blanche.
Le revers est orange orné de marques et de bandes bleu-gris clair avec la même bande que sur le dessus mais blanche aux antérieures comme aux ailes postérieures. 

## Écologie et distribution
Adelpha milleri est présent au Mexique dans la région de Veracruz. 

### Protection
Pas de statut de protection particulier.